# Guesty
Guesty é um software de gestão de propriedades. É usado por gestores de propriedade para gerenciar arrendamentos de curto prazo listados em várias plataformas, como Airbnb, Vrbo e Booking.com.

## História
Guesty foi fundada em 2013 com o nome de SuperHost pelos irmãos gêmeos Amiad e Koby Soto. A ideia veio do arrendamento de suas propriedades no Airbnb e de passar muito tempo a lidar com questões relacionadas aos hóspedes. Hoje, a empresa é liderada pelo cofundador e CEO, Amiad Soto, e pela presidente e diretora de operações, Vered Raviv Schwarz.
A empresa alterou a sua designação para Guesty em 2014 e lançada como um serviço para os proprietários de casas tornarem as suas propriedades prontas para serem publicadas no Airbnb, incluindo a ajuda com a manutenção subsequente, como a limpeza e a lavandaria. A empresa transitou para um serviço de software destinado a automatizar e agilizar as operações diárias de arrendamento, como a comunicação com os hóspedes e gestão de tarefas.
A empresa foi formada na Y Combinator e angariou fundos de investidores como Viola Growth, Buran VC, Magma Venture Partners, TLV Partners e Vertex Ventures Israel. Arrecadou um total de US $110 milhões em abril de 2021. Em 2021, a Guesty anunciou uma rodada de financiamento da Série D de US $50 milhões liderada pelo Apax Digital Fund, elevando o financiamento total da empresa para cerca de US $110 milhões. Nesse mesmo ano, a empresa também adquiriu duas outras empresas de software de gestão de propriedades, MyVR e Your Porter App.

## Descrição do produto
A Guesty descreve-se como uma plataforma completa para gestores de propriedades e empresas de gestão de propriedades. Fornece ferramentas na nuvem que ajudam com questões como o acompanhamento do check-in de hóspedes e receitas de cada propriedade. Integra-se com websites de alugueres de curta duração, como o Airbnb, Booking.com e HomeAway para gerir todas as propriedades de um anfitrião numa única plataforma. A empresa gera receitas através da cobrança de uma percentagem da taxa de reserva recebida de cada propriedade.